# Andziółówka
Andziółówka (także Andziołówka) – część wsi Istebna w Polsce, położona w województwie śląskim, w powiecie cieszyńskim, w gminie Istebna, na prawym brzegu Olzy w jej początkowym biegu w Beskidzie Śląskim, przy drodze wojewódzkiej nr 941.
W latach 1975–1998 Andziółówka położona była w województwie bielskim.
W początkowym okresie istnienia Istebnej w XVII wieku jej mieszkańcy zobowiązani byli wytwarzać gonty oraz spławiać Olzą drewno dla cieszyńskiego księcia. Powstawały tzw. "wyrobiska" i "rómbaniska", na których wyrastały nowe osiedla, w tym Andziołówka.
Nazwa osiedla jest najprawdopodobniej nazwą dzierżawczą od nazwy osobowej Andzioł lub Andzieł. ...pole Kubitkula przi Angeluwcze było wzmiankowane w dokumentach katastralnych księstwa cieszyńskiego już w roku 1788, zaś ...grund auf der Wiese Kubitkula oder Andioluwka oraz ...Mlaczka przi Andzieluwce genannt w roku 1823.
W późniejszych latach pojawiały się nazwy Andzieluwka (1836), Andzielówka (1879) i Andziełówka (1934). W drugiej połowie XX w. utrwaliła się nazwa Andziołówka - w tej formie występuje ta część Istebnej powszechnie zarówno na mapach jak i w literaturze. Oficjalna forma Andziółówka jest zapewne pomyłką redakcyjną lub drukarską.
W 1884 urodził się tu Jan Wałach – grafik, malarz i rzeźbiarz, mistrz drzeworytu. W 1914 r. siostra Jana Wałacha – Jadwiga, wyszła za mąż za jego przyjaciela z czasów studiów – Ludwika Konarzewskiego-seniora. Ci osiedli na pobliskim Buczniku w 1922 i wybudowali tam kompleks zabudowy obejmujący: pensjonat dla gości "Bucznik", dom z pracownią, muzeum regionalne, warsztaty i czteroletnią Szkołę Przemysłu Artystycznego i Rzeźby dla uzdolnionej młodzieży oraz drewnianą kaplicę pw. NMP Królowej Korony Polskiej. Zespół tych budynków stał się też siedzibą swego rodzaju kolonii artystycznej. W okresie międzywojennym pensjonat "Bucznik" odwiedzili m.in. Julian Fałat, Feliks Nowowiejski, Zofia Kossak-Szczucka. II wojnę światową przetrwała jedynie kaplica, pozostałe budynki zostały rozebrane przez okupantów. Po uczestnictwie na I wojnie światowej, Jan Wałach powrócił na Andziółówkę, by tworzyć tu w osamotnieniu i zapomnieniu aż do swej śmierci w 1979 r. Pracownia ta znajdowała się w zespole zagrodowym nr 293, w 1987 uznanym za zabytkowy. Na Buczniku zaś, w 1967 r. na stałe zamieszkał Ludwik Konarzewski-junior, w domu zaprojektowanym przez swego brata Stanisława na miejscu, w pobliżu którego przed II wojną światową stał dawny pensjonat.
Ponadto w sąsiedztwie Andziółówki znajdują się m.in.: Gimnazjum im. Jana Pawła II w Istebnej, tartak oraz ochronka sióstr służebniczek.